# Élections législatives roumaines de 1965
Les élections législatives roumaines de 1965 se tinrent le 7 mars 1965, pour élire les 465 membres de la Grande Assemblée nationale pour une durée de quatre ans. Elles sont remportées par le Front démocratique socialiste, seul candidat.

## Contexte
Lors de ces élections le Parti communiste roumain présenta ses candidats sous les couleurs du Front de la démocratie populaire (roumain : Frontul Democrației Populare, FDP).

## Mode de scrutin
Les candidats étaient élus dans des circonscriptions uninominales, et devaient pour ce faire rassembler plus de 50 % des suffrages. Si aucun candidat ne dépassait ce seuil, où si la participation dans la circonscription n'atteignait pas 50 %, de nouvelles élections étaient organisées, jusqu'à qu'un candidat soit élu. Les électeurs pouvaient voter contre les candidats du FUS.

## Résultats
| Inscrits                      | Inscrits                 | Inscrits                 | 12 858 835 |             |                       |                       |
| Abstentions                   | Abstentions              | Abstentions              | 5 245      | 0,04 %      |                       |                       |
| Votants                       | Votants                  | Votants                  | 12 853 590 | 99,96 %     |                       |                       |
|                               |                          |                          |            |             |                       |                       |
| Bulletins enregistrés         | Bulletins enregistrés    | Bulletins enregistrés    | 12 853 590 |             |                       |                       |
| Bulletins blancs ou nuls      | Bulletins blancs ou nuls | Bulletins blancs ou nuls | 16 449     | 0,13 %      |                       |                       |
| Suffrages exprimés            | Suffrages exprimés       | Suffrages exprimés       | 12 837 141 | 99,87 %     | 465 sièges à pourvoir | 465 sièges à pourvoir |
|                               |                          |                          |            |             |                       |                       |
| Liste                         | Tête de liste            |                          | Suffrages  | Pourcentage | Sièges acquis         | Var.                  |
| Front démocratique socialiste | Ștefan Voitec            |                          | 12 834 862 | 99,98 %     | 465 / 465             |                       |
| Contre                        | -                        |                          | 2 279      | 0,02 %      |                       |                       |